# Hugues Nancy
Pour les articles homonymes, voir Nancy (homonymie).
Hugues Nancy, né le 6 août 1972 à Pau (Pyrénées-Atlantiques), est un réalisateur et scénariste français, actif principalement dans le domaine du film documentaire.

## Biographie
Hugues Nancy est élève au lycée Descartes de Kinshasa (République démocratique du Congo) de 1985 à 1990.
Il obtient ensuite une licence d'histoire à l'université Paris 1 Panthéon-Sorbonne.
En 1992, il adhère au Parti socialiste, au sein duquel il sera président du Mouvement des jeunes socialistes (MJS) en 1998-1999. De 1999 à 2001, il est élu président des Jeunes socialistes européens (en anglais Young European Socialists, YES), anciennement ECOSY.
Après un passage au cabinet d’Élisabeth Guigou au ministère de la Justice (1997-2000) et à l’Emploi (2000-2002), il écrit des scénarios de films documentaires, avant de se lancer dans la réalisation, sans abandonner son activité de scénariste. Les sujets traités sont historiques, politiques, sociaux et biographiques.

## Filmographie (films documentaires)

### En tant que scénariste
- 2006 : Les Mitterrand(s) Arte
- 2006 : Flics de France France 3 – LCP
- 2008 : Mitterrand à Vichy (TV)
- 2010 : Je vous ai compris: De Gaulle 1958-1962 (TV)
- 2011 : Changer la vie! (TV), de Serge Moati
- 2013 : Jeux de pouvoirs (TV)
- 2011-2013 : Magazine France 3 Histoire immédiate (série TV - deux épisodes)

Louis Renault & André Citroën, la course du siècle (2011) de Fabien Béziat
La France en face (2013), en collaboration avec Jean-Robert Viallet
- 2010-2015 : émission France 2 Infrarouge (série TV - trois épisodes)

Tous ensemble (2010), en collaboration avec Éric Guéret
François, le pape qui veut changer le monde: 1re partie (2015)
François, le pape qui veut changer le monde: 2e partie (2015)
- 2014-2016 : Série France 3 Lundi en histoires (série TV – épisode de 2015)

La santé en France: enquête sur les inégalités (2015)
- 2021 : Nous paysans, de Fabien Béziat et Agnès Poirier, narrateur Guillaume Canet, France 2[6],[7]

### En tant que réalisateur
- 2007 : Présidentielles : Petite histoire des duels télévisés France 2, Public Sénat
- 2010 : Gaullisme année zéro : La véritable histoire du 18 juin 1940 France 2 - Public Sénat
- 2015 : Picasso: Love, Sex and Art (TV)
- 2016 : Hergé à l'ombre de Tintin (TV)
- 2015-2017 : émission France 2 Infrarouge (série TV - 3 épisodes)

François, le pape qui veut changer le monde: 1re partie (2015)
François, le pape qui veut changer le monde: 2e partie (2015)
Une vie après la mine (2017)
- 2019 : Paris 1900, Belle Époque! (TV)[8]
- 2021:  Charlie, le journal qui ne voulait pas mourir[9]
- 2021 : émission France 5 La Case du siècle (série TV) (1 épisode)

François Mitterrand & Anne Pingeot, fragments d'une passion amoureuse (2021)
- 2021 : Colonisation, une histoire française (série France 3 – 3 épisodes)[10]

Conquérir à tout prix
Fragile apogée
Prémices d'un effondrement
- 2022 : Il était une fois Marseille, France 3[6],[7]
- 2024 : Manouchian et ceux de l'Affiche rouge, coécrit avec l'historien Denis Peschanski, France 2[11]

### En tant que scénariste et réalisateur
- 2010 : De Gaulle et l'Algérie: Le prix du pouvoir (TV)
- 2014 : Picasso, l'inventaire d'une vie (TV) co-auteur avec Olivier Widmaier
- 2014-2016 : Lundi en histoires (série France 3 - 3 épisodes)

Elles étaient en guerre (1914 - 1918) (2014)
Elles étaient en guerre: 1939-1945 (2015)
François Mitterrand - Albums de familles (2016)
- 2017 : L'Épopée des gueules noires (TV) co-réalisé avec Fabien Béziat, narrateur Jacques Bonnaffé, bande originale de Michel Korb, France 2, rediffusion 2020 France 3[12],[13],[14],[15].
- 2018 : Benoît Hamon, fractures de campagne (TV)
- 2018 : Simone Veil, albums de famille (TV)[16]
- 2020 : Révolution! (série TV - 2 épisodes), narrateur Philippe Torreton[17]

Entre peur et espérance (1789-1791) (2020)
De l'ardeur à l'effroi (1792-1795) (2020),
- 2023 : Nous les ouvriers (TV) co-réalisé avec Fabien Béziat, France 2[18]

## Récompenses
- 2018 : Simone Veil, albums de famille est récompensé en 2019 par une Étoile de la SCAM[19]
- 2014 : Picasso, l'inventaire d'une vie

Prix du meilleur portrait au 32e Festival international du film sur l'art à Montréal
Sélection officielle au Festival international de programmes audiovisuels documentaires de Biarritz
- Prix Média Enfance Majuscule 2023 Catégorie Documentaire tourné en France pour 1945, les enfants du chaos